# Marike Forest Park
Der Marike Forest Park ist ein Waldgebiet im westafrikanischen Staat Gambia.

## Topographie
Das 174 Hektar große Waldgebiet liegt in der North Bank Region im Distrikt Lower Baddibu und wurde wie die anderen Forest Parks in Gambia zum 1. Januar 1954 eingerichtet. Das Gebiet liegt zweieinhalb Kilometer südöstlich von Kerewan, dem früheren Sitz der Region.